# L'Obscurité du dehors
L'Obscurité du dehors est le deuxième roman de l'écrivain américain Cormac McCarthy publié en 1968 sous le titre Outer Dark.

## Résumé
Le roman raconte l'histoire d'un couple incestueux de frère et sœur, Culla et Rinthy Holme, qui vivent dans une cahute misérable et délabrée au cœur des Appalaches dans le sud des États-Unis. De leur relation naît un enfant que le père emmène à peine sorti du ventre de sa mère pour l'abandonner dans la forêt à l'insu de sa sœur inconsciente. Le bébé est découvert par un vendeur ambulant qui l'emporte avec lui. À peine remise de l'accouchement, Rinthy part à la recherche de l'enfant tandis que Culla erre à la poursuite de sa sœur et d'une impossible rédemption,. Ces deux quêtes parallèles sont accompagnées par trois personnages maléfiques dont on ne saura rien sinon qu'ils propagent une violence aveugle, pillant, tuant, sur les traces de Culla comme des justiciers sanglants et impitoyables.

## Accueil critique
Dès sa parution, le roman est salué par la critique américaine pour son style remarquable et la profondeur des thèmes abordés.

## Autour du roman
L'Obscurité du dehors a été adapté dans un court métrage indépendant réalisé en 2009 par le réalisateur américain Stephen Imwalle, avec Azel James dans le rôle de Culla et Jamie Dunne celui de Rinthy.